# Struge
Struge su naseljeno mjesto u gradu Čapljini, Federacija BiH, BiH.

## Zemljopis
Naselje se nalazi na desnoj obali rijeke Neretve i samom ušću rijeke Trebižat i njenih rastoka. Kroz Struge prolazi regionalna cesta Čapljina - Metković te željeznička pruga Sarajevo - Ploče. Od Čapljine su udaljene dva, a od Gabele tri kilometra.
Struge sa susjednim naseljem Gorica čine jednu mjesnu zajednicu.

## Povijest
Struge se kao naselje prvi put spominju 1399. godine, gdje su Dubrovčani dolazili po vodu i drva na brdu Jasenica pored Struga.

## Stanovništvo

### 1991.
Nacionalni sastav stanovništva 1991. godine, bio je sljedeći:
ukupno: 437
- Hrvati - 284
- Muslimani - 130
- Srbi - 3
- Jugoslaveni - 16
- ostali, neopredijeljeni i nepoznato - 5

### 2013.
Nacionalni sastav stanovništva 2013. godine, bio je sljedeći:
ukupno: 433
- Hrvati - 341
- Bošnjaci - 75
- ostali, neopredijeljeni i nepoznato - 17